# Chiesa della Beata Vergine delle Grazie (Sant'Ambrogio di Torino)
La chiesa della Beata Vergine delle Grazie è un luogo di culto situato nel comune di Sant'Ambrogio di Torino in località Le Brayde, appartenente alla diocesi di Susa.

## Storia
La chiesa del Rione Savellera di Sant'Ambrogio di Torino dedicata alla Beata Vergine delle Grazie venne costruita a partire dal 1717 ed inaugurata nel 1720.
Fu edificata su un terreno della Famiglia Rivo, una ricca famiglia di Sant'Ambrogio titolare di una filatura di seta in paese e proprietaria del terreno dove già in precedenza sorgeva un antico Pilone probabilmente denominato Santa Maria del Rovetto.
Il Prevosto di allora era don Giuseppe Antonio Rivo che resse la Parrocchia dal 1705 al 1725, era appartenente alla stessa famiglia, e questo favorì certamente l'edificazione di questa chiesa in mezzo alla campagna nel territorio denominato Regione Brayde. 
La struttura della chiesa originariamente comprendeva la parte centrale senza la laterale sacrestia costruita successivamente.
Il resoconto di una visita pastorale del 1744 ci informa che: la Cappella campestre della Beata Maria Vergine delle Grazie è sita sulla via pubblica che conduce da Sant'Ambrogio ad Avigliana....  ....il Coro della Cappella è bello, ampio, alto, dotato di archi; ornato di pitture ed è completamente pavimentato. La porta si apre verso Aquilone (ndr. Nord-Est).....Questa Cappella che una volta veniva chiamata Santa Maria del Rovetto (ndr. si tratta probabilmente del titolo originario del pilone) venne riedificata in questa forma circa 25 anni fa, grazie all'elemosina dei pii, e venne dotata di suppellettili.....
I documenti dell'archivio parrocchiale proseguono con altri dati della storia di questa chiesa a partire dal 1781. 
Importanti lavori vennero eseguiti nel 1810 con l'opera dei parrocchiani volontari che dedicarono molte domeniche sia allo scavo dell'intercapedine “ghindana” attorno alla chiesa per risanare la base dell'edificio, che alla tinteggiatura degli interni.
Ma fu per il primo centenario del 1820 che si intrapresero importanti lavori di ampliamento della chiesa, con la costruzione della sacrestia, l'ulteriore ampliamento della chiesa, e la costruzione di un ulteriore altare laterale. Le rinnovate decorazioni furono poi eseguite l'anno successivo anche con la doratura di diversi fregi.
Per oltre mezzo secolo non vennero più eseguiti ulteriori lavori, fino al 1875 quando l'architetto Meano progettò e fece eseguire diversi importanti restauri.
Nel 1928 a distanza di mezzo secolo dai precedenti lavori si costituì un Comitato per i restauri, con importanti lavori di muratura e decorazioni e l'acquisto di una campana di 61 kg., il restauro dei banchi e l'allacciamento alla luce elettrica.
Venne acquistata una statua di San Pancrazio, e l'antica statua settecentesca della Vergine delle Grazie collocata fin dall'origine della chiesa, venne ulteriormente arricchita con una corona.
Nel corso di tutto il XXº Secolo si susseguirono frequenti lavori di manutenzione, soprattutto al tetto spesso devastato dal vento. Nei primi anni ’70, a seguito della riforma conciliare, venne realizzato l’altare in pietra rivolto verso l’Assemblea.
La “Cappella delle Grazie” o “Capela dla Savulera” come familiarmente viene chiamata dai Santambrogesi, è stata spesso visitata dai ladri fin dalla sua edificazione. Infatti sono numerosi nella sua storia di tre secoli i furti subiti che l'hanno privata di quadri, statue e negli ultimi anni anche di Ambone e Tabernacolo in legno, che pazientemente la Comunità Locale ha sempre ricostruito dopo ogni evento.
Nel corso dell'anno 2000 è stato piantato un ulivo nel giardinetto attiguo, a memoria del Grande Giubileo della Cristianità.
L'affetto e la dedizione dei Santambrogesi, e soprattutto di coloro che vivono nel Rione Savellera, non ha mai fatto mancare la partecipazione in questa chiesa, e la devozione popolare continua sempre viva da tre secoli, culminante con la Festa, la prima domenica di settembre, quando anche la Messa della Comunità si sposta dalla Chiesa Madre alla Cappella delle Grazie.
Per decenni, la notte dell'Assunta (15 agosto) veniva recitato il rosario a partire dalle ore 4.
La domenica 6 settembre 2020 sono stati ricordati i 300 anni della Cappella delle Grazie e per ricordare questo anniversario nel difficile anno della pandemia Covid-19, la Comunità di Sant'Ambrogio ha collocato su uno spuntone del Monte Pirchiriano poco sopra l'abitato urbano denominato "Roca du Pruvost", una statua della Vergine Maria inaugurata il 17 ottobre 2020 con il titolo di Madonna delle Grazie sulla Rocca.